# مکس گرون
مکس گرون (انگلیسی: Max Grün؛ زادهٔ ۵ آوریل ۱۹۸۷) بازیکن فوتبال اهل آلمان است.
از باشگاه‌هایی که در آن بازی کرده‌است می‌توان به باشگاه فوتبال گروتر فورث، باشگاه فوتبال بایرن مونیخ ۲، باشگاه فوتبال بایرن مونیخ و باشگاه فوتبال وولفسبورگ اشاره کرد.
وی همچنین در تیم‌ ملی فوتبال جوانان آلمان بازی کرده‌است.